# 向井長年
向井 長年（むかい ながとし、1910年11月6日 - 1980年6月23日）は、日本の労働運動家、政治家、参議院議員（4期）。

## 経歴
1910年、奈良県宇陀郡室生村に生まれる。1932年日本大学法律学科卒業。はじめ東邦電力に入社、奈良支店に配属、戦後は関西電力に属す。日本電気産業労働組合（初代書記長は佐々木良作）が結成されると関西地方本部委員長に就任するが、後に電産執行部の路線を批判して脱退。関西電力労働組合を結成して初代委員長となる。
奈良総評議長4期を経験し、1959年7月の参院選全国区に日本社会党から立候補し初当選（連続4回）。
1960年1月前年に社会党から離党した旧右派系（西尾派、河上派の一部）による民主社会党結成に参加。天田勝正参議院議員会長の下で参議院国会対策委員長に就任。
1968年、天田の急死で党参議院議員会長に就任。
1970年代に委員長春日一幸の下で選挙対策委員長に就任。
1977年、佐々木執行部の下で小平忠、中村正雄らと共に中央執行副委員長に就任する。
1980年6月22日の衆参同日選挙（第12回参議院議員通常選挙）で全国区から5回目の当選を果たした翌日の1980年6月23日18時20分、亜急性肝炎のため、大阪府大阪市福島区の関西電力病院で死去した。69歳没。このため向井については当選人告示は行われず、次点の秦豊が即日欠員補充に伴う繰上当選となり、後に民社党に移籍した。同月27日、特旨を以て位記を追賜され、死没日付をもって従三位に叙され、勲一等瑞宝章を追贈された。哀悼演説は同年7月25日、参議院本会議で町村金五により行われた。
向井の当選直後の急死は、全国区制が「残酷区」と揶揄される事例の1つとされている。なお、この選挙をもって全国区は政党名を記入する比例代表制に移行しており、選挙区選挙のような候補者名を直接記入するやり方は廃止された（その後、2001年の参院選から比例区が非拘束名簿式に移行したため、候補者名での投票が再び可能となっている）。

## 家族
- 向井利明 - 関西電力特別顧問、元取締役副社長。長男。

## 選挙歴
| 当落                        | 選挙                     | 施行日        | 選挙区 | 政党       | 得票数  | 得票率 | 得票順位 /候補者数 | 比例区 | 比例順位 /候補者数 |
| --------------------------- | ------------------------ | ------------- | ------ | ---------- | ------- | ------ | ------------------ | ------ | ------------------ |
| 当                          | 第5回参議院議員通常選挙  | 1959年6月2日  | 全国区 | 日本社会党 | 266,150 |        | 52/123             | -      | -                  |
| 当                          | 第6回参議院議員通常選挙  | 1962年7月1日  | 全国区 | 民主社会党 | 417,979 |        | 42/107             | -      | -                  |
| 当                          | 第8回参議院議員通常選挙  | 1968年7月7日  | 全国区 | 民主社会党 | 667,221 |        | 24/93              | -      | -                  |
| 当                          | 第10回参議院議員通常選挙 | 1974年7月7日  | 全国区 | 民社党     | 663,063 |        | 33/112             | -      | -                  |
| 当                          | 第12回参議院議員通常選挙 | 1980年6月22日 | 全国区 | 民社党     | 892,582 |        | 21/93              | -      | -                  |
| 当選回数5回 （参議院議員5） |                          |               |        |            |         |        |                    |        |                    |